# Абдрасул уулу, Манас
Манас Абдрасул (Абдурасул) уулу (род. 18 мая 1995) — киргизский футболист, защитник и нападающий. Также играет в мини-футбол за клуб EREM и сборную Кыргызстана.

## Биография
В большом футболе выступал в 2016 году в высшей лиге Кыргызстана в составе клуба «Алдиер». В июне 2016 года сделал два хет-трика подряд — 18 июня в матче с «Алгой» (4:4), а 25 июня — в игре против «Кара-Балты» (5:1). В опросе на лучшего игрока киргизской лиги в июне 2016 года занял второе место. По итогам сезона 2016 года вошёл в топ-5 бомбардиров чемпионата с 8 голами, несмотря на то, что его команда заняла последнее место.
В мини-футболе выступал за ошские команды «Ош Бажысы» и «EREM». В составе EREM становился чемпионом Кыргызстана. Выступал за национальную сборную Кыргызстана по мини-футболу, участвовал в чемпионате Азии 2018 года.